# Tamuna Amonasjvili
Tamuna Amunasjvili (georgiska: თამუნა ამონაშვილი), född 8 juli 1964 i Tbilisi, är en georgisk sångerska och musikalartist främst känd i Georgien och Ryssland. 
Amunasjvili började sjunga i tidig ålder och har studerat musik. 1996 släppte hon sitt första studioalbum med titeln Menatrebi (მენატრები). Hon har därefter släppt ytterligare 5 album, varav 2 på ryska. En av hennes mest framgångsrika singlar kommer från hennes tredje album, med titeln "Mere ra". Även singeln "Es erti game" tillsammans med sångerskan Lali Totikasjvili blev framgångsrik.

## Diskografi

### Album
- 1996 – Menatrebi (მენატრები)
- 2000 – Ghikrebis sjentan var (ფიქრებით შენთან ვარ)
- 2006 – Mere ra (მერე რა)
- 2009 – Na vsegda (На всегда)
- 2010 – Moja zvezda (Моя звезда)